# Дикастерия по делам духовенства
Дикастерия по делам духовенства (лат. Dicasterium pro Clericis), ранее известная как Конгрегацией по делам духовенства (лат. Congregatio pro Clericis) — одна из 16 дикастерий Римской курии, ответственная за надзор за делами, касающимися священников и диаконов, не принадлежащих к религиозным орденам. Дикастерия по делам духовенства рассматривает запросы об освобождении от активного священнического служения, а также законодательство, регулирующее пресвитерские советы и другие организации священников по всему миру. Дикастерия не занимается делами о сексуальном насилии со стороны священнослужителей, поскольку ими занимается исключительно Дикастерия доктрины веры.
Возглавляет дикастерию кардинал Лазарус Ю Хын Сик, секретарь — архиепископ Андрес Габриэль Феррада Морейра, заместитель секретаря — священник Симоне Ренна.

## Названия дикастерии
- Священная Конгрегация по исполнению и интерпретации Тридентского собора (1564—1967);
- Священная Конгрегация по делам духовенства (1967—1983);
- Конгрегация по делам духовенства (1983—2022);
- Дикастерия по делам духовенства (с 2022 — по настоящее время).

## История
Впервые дикастерия была создана как Священная Конгрегация кардиналов по исполнению и толкованию постановлений Тридентского собора лат. Sacra Congregatio Cardinalium pro execute etterprete concilii Tridentiniterpretum Папой Пием IV апостольской конституцией «Alias Non Nonnulas» от 2 августа 1564 года для надзора за надлежащим применением и соблюдением дисциплинарных постановлений Тридентского собора на всей территории Католической Церкви. Она была широко известна как Священная Конгрегация Собора. Апостольская конституция Папы Сикста V «Immensa Aeterni Dei» от 22 января 1587 года расширила функции Конгрегации, возложив на неё надлежащее толкование канонов Тридентского собора, разрешение связанных с ним спорных вопросов и наблюдение за провинциальными соборами. 
В соответствии с апостольской конституцией папы римский Пием X «Sapienti Concilio» от 29 июня 1908 года, конгрегация стала заниматься прежде всего вопросами дисциплины духовенства и проведение синодов.
Позднее она потеряла многие из своих полномочий, сохранив только те, которые касались дисциплины белого духовенства, но по-прежнему сохраняла своё первоначальное название до принятия Папой Павлом VI апостольской конституции «Regimini Ecclesiae Universae» от 31 декабря 1967 года, которая переименовала её в «Конгрегацию по делам духовенства».
К 2009 году Папа Бенедикт XVI возложил на Конгрегацию ответственность за управление руководящими принципами в отношении духовенства, сохранившего свой священнический статус после нарушения обетов целибата. 25 января 2012 года Папа Бенедикт XVI возложил на него ответственность за регулирование католических семинарий, которые до этого находились в ведении Конгрегации католического образования.
В январе 2013 года motu proprio «Fides per doctrinam» передал полномочия по катехизации от Конгрегации по делам духовенства Папскому совету по содействию новой евангелизации.
В феврале 2019 года кардинал Беньямино Стелла, префект Конгрегации, заявил, что Конгрегация занимается делами священников, нарушающих свои обеты безбрачия в течение примерно десяти лет. Он сказал, что «в таких случаях, к сожалению, есть епископы и настоятели, которые думают, что, обеспечив детей экономически или переведя священника, клирик мог бы продолжать осуществлять служение». В феврале 2020 года, Конгрегация обнародовала свои рекомендации по ведению дел священников, ставших отцами. Руководство ранее было секретным, хотя в 2019 году Конгрегация предложила предоставить его конференции епископов по запросу.
3 июня 2021 года Папа Франциск поручил Эджидио Мираголи, епископу Мондови, провести проверку Конгрегации в ожидании замены её префекта в августе. Он ожидал, что на это уйдет как минимум июнь.
19 марта 2022 года Папа римский Франциск провозгласил апостольскую конституцию «Praedicate Evangelium» (с лат. — «Провозглашать Евангелие»), которая кардинальным образом реформирует Римскую курию и заменила апостольскую конституцию «Pastor Bonus» 1988 года, изданную Иоанном Павлом II. Вступила в силу 5 июня 2022 года. Были упразднены конгрегации, папские советы и созданы дикастерии.
22 июля 2022 года в подчинение дикастерии было передано движение «Opus Dei», раннее подчинявшееся Дикастерии по делам епископов.

## Структура и обязанности
Дикастерия по делам Духовенства имеет 3 подразделения:
1. по обязанностям и деятельности духовенства;
2. по вопросам апостольства и катехизации;
3. по вопросам имущества Церкви.

Папа римский Иоанн Павел II посредством motu proprio «Inde a pontificatus Nostri initio» от 25 марта 1993 года первоначально учредил при данной Конгрегации Комиссию по вопросам культурных ценностей Церкви; в настоящее время комиссия имеет автономный статус.
В состав дикастерии входит Международный совет по катехизации.
30 января 2009 года папа римский Бенедикт XVI расширил полномочия Конгрегации, наделив её властью утверждать решения диоцезных епископов о лишении статуса клирика священников и диаконов, самовольно оставивших своё служение на срок свыше 5 лет или заключивших гражданский брак в нарушение добровольно принятого обязательства целибата; при этом Конгрегация по делам духовенства получила право одновременно освобождать упомянутых клириков от этого обязательства (ранее этими вопросами ведала Конгрегация вероучения, а освобождение (диспенсация) от целибата не предоставлялось одновременно с утратой статуса клирика и требовало личного утверждения Римским папой после отдельного судебного процесса).

## Кардиналы-префекты
- Жан-Мари Вийо (1967—1969);
- Джон Джозеф Райт (1969—1979);
- Сильвио Одди (1979—1986);
- Антонио Инноченти (1986—1991);
- Хосе Томас Санчес (1991—1996);

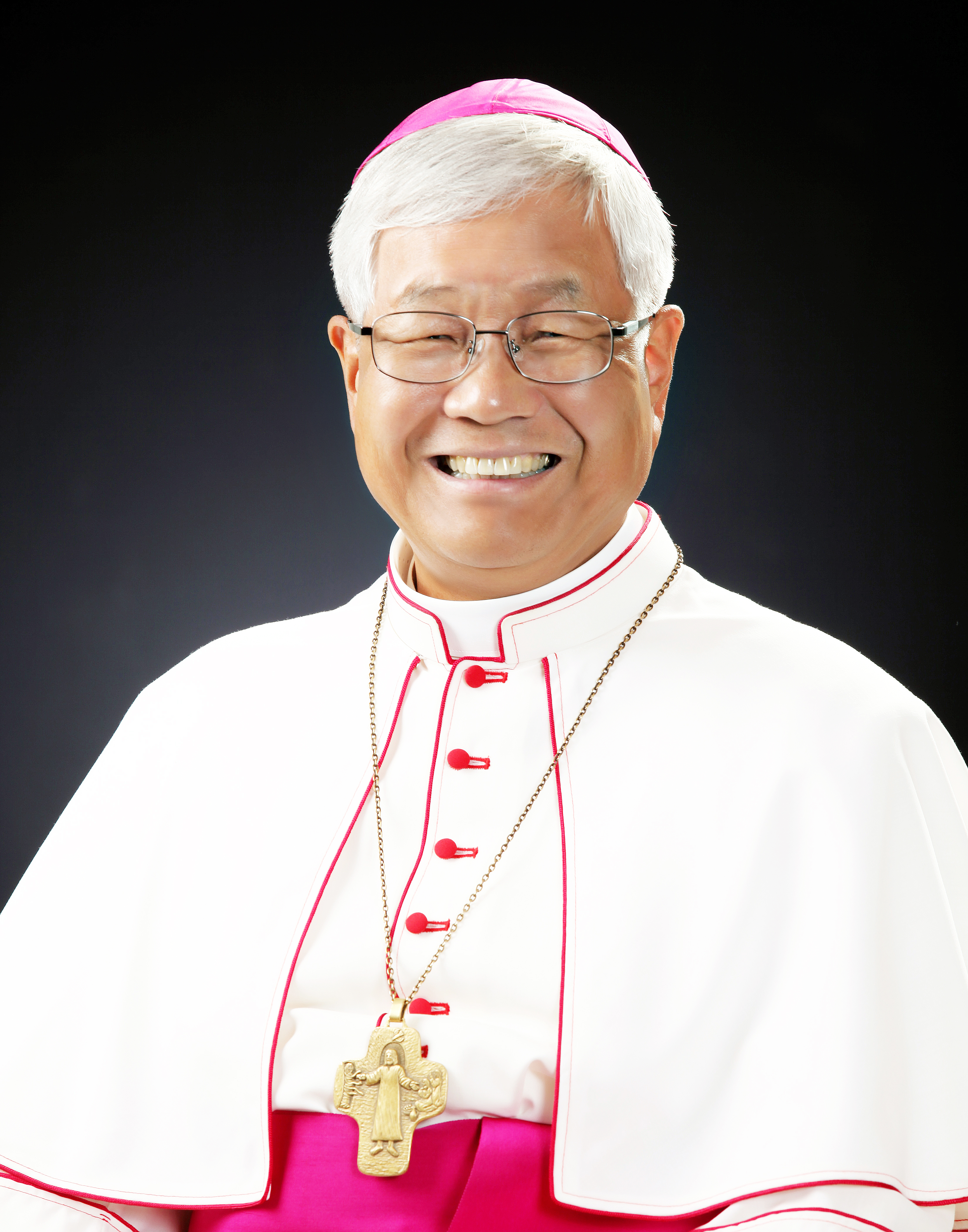
Архиепископ Лазарус Ю Хын Сик — префект Конгрегации по делам Духовенства

- Дарио Кастрильон Ойос (про-префект 1996—1998, префект 1998 — 31 октября 2006);
- Клаудиу Хуммес (31 октября 2006 — 7 октября 2010);
- Мауро Пьяченца (7 октября 2010 — 21 сентября 2013);
- Беньямино Стелла (21 сентября 2013 — 11 июня 2021);
- Лазарус Ю Хын Сик (11 июня 2021 — по настоящее время).

## Секретари
- Пьетро Палаццини — (8 декабря 1958 — 5 марта 1973);
- Максимино Ромеро де Лема — (1973–1986);
- Джильберто Агустони — (18 декабря 1986 — 2 апреля 1992);
- Крешенцио Сепе — (2 апреля 1992 — 3 ноября 1997);
- Чаба Терняк — (11 декабря 1997 — 15 марта 2007);
- Мауро Пьяченца — (7 мая 2007 — 7 октября 2010);
- Сельсо Морга Ирусубьета — (29 декабря 2010 — 8 октября 2014);
- Жоэль Мерсье — (8 января 2015 — 1 октября 2021);
- Андрес Габриэль Феррада Морейра — (1 октября 2021 — по настоящее время).